# Julia Cederblad
Julia Charlotta Albertina Cederblad, född 15 september 1876 i Katarina församling i Stockholm, död på samma ort 8 augusti 1952 i Enskede församling, var en svensk skådespelare.
Julia Cederblad är begravd på Norra begravningsplatsen utanför Stockholm.

## Filmografi
- 1923 – Mälarpirater
- 1923 – Gunnar Hedes saga
- 1923 – Eld ombord
- 1925 – Öregrund-Östhammar
- 1928 – A.-B. Gifta Bort Baron Olson

### Fotnoter
1. ↑  ”Julia Cederblad”. Svensk Filmdatabas. http://www.sfi.se/sv/svensk-filmdatabas/Item/?type=PERSON&itemid=58421&ref=%2ftemplates%2fSwedishFilmSearchResult.aspx%3fid%3d1225%26epslanguage%3dsv%26searchword%3dJulia+Cederblad%26type%3dPerson%26match%3dBegin%26page%3d1%26prom%3dFalse. Läst 20 februari 2013.
2. ↑  SvenskaGravar